# Az Én kicsi pónim: Varázslatos barátság dalainak listája
Az Én kicsi pónim: Varázslatos barátság hivatalos magyar szinkron-os dalok listája.

## Évadok
- Mivel a 9. Évadothoz nem készült szinkron, ezért a dalok nem lesznek feltüntetve.

### 1. Évad (2010-2011)
| #  | Dal                                 | Eredeti előadó                                                                  | Magyar előadó                                        | Epizód Címe                     |
| -- | ----------------------------------- | ------------------------------------------------------------------------------- | ---------------------------------------------------- | ------------------------------- |
| 1  | "Friendship Is Magic"               | Rebecca Shoichet, Andrea Libman, Ashleigh Ball, Kazumi Evans, Shannon Chan-Kent | Csuha Bori                                           | A sorozat főcímdala             |
| 2  | "The Laughter Song"                 | Shannon Chan-Kent                                                               | Csuha Bori                                           | "Varázslatos barátság, 2. rész" |
| 3  | "Pinkie's Gala Fantasy Song"        | Shannon Chan-Kent                                                               | Csuha Bori                                           | "A gálajegy"                    |
| 4  | "The Ticket Song"                   | Shannon Chan-Kent                                                               | Csuha Bori                                           | "A gálajegy"                    |
| 5  | "Hop Skip and Jump Song"            | Andrea Libman                                                                   | Zsigmond Tamara                                      | "Sárkánykaland"                 |
| 6  | "Evil Enchantress Song"             | Andrea Libman (Pinkie), Blu Mankuma (Fluttershy)                                | Zsigmond Tamara (Pinkie), Faragó András (Fluttershy) | "Ördögi pletyka"                |
| 7  | "Winter Wrap Up"                    | Ashleigh Ball, Shannon Chan-Kent, Kazumi Evans, Rebecca Shoichet, Andrea Libman |                                                      | "Téltakarítás"                  |
| 8  | "Cupcake Song"                      | Shannon Chan-Kent                                                               | Csuha Bori                                           | "A szépségjegy"                 |
| 9  | "Art of the Dress"                  | Kazumi Evans                                                                    | Csuha Bori                                           | "A divatbemutató"               |
| 10 | "Hush Now Lullaby"                  | Andrea Libman, Michelle Creber                                                  |                                                      | "A bűbájmester"                 |
| 11 | "Cutie Mark Crusaders Song"         | Madeleine Peters                                                                | Csuha Bori                                           | "A komikusok"                   |
| 12 | "You Got to Share, You Got to Care" | Shannon Chan-Kent                                                               | Csuha Bori                                           | "Bölényvita"                    |
| 13 | "So Many Wonders"                   | Andrea Libman                                                                   |                                                      | "Szépségjegy krónikák"          |
| 14 | "Pinkie Pie's Singing Telegram"     | Shannon Chan-Kent                                                               | Csuha Bori                                           | "Egyszemélyes buli"             |
| 15 | "At the Gala"                       | Rebecca Shoichet, Andrea Libman, Ashleigh Ball, Kazumi Evans, Shannon Chan-Kent |                                                      | "A legjobb este"                |
| 16 | "I'm at the Grand Galloping Gala"   | Shannon Chan-Kent                                                               | Csuha Bori                                           | "A legjobb este"                |
| 17 | "Pony Pokey"                        | Shannon Chan-Kent                                                               |                                                      | "A legjobb este"                |

### 2. Évad (2011-2012)
| #  | Dal                                                 | Eredeti előadó               | Magyar előadó | Epizód Címe              |
| -- | --------------------------------------------------- | ---------------------------- | ------------- | ------------------------ |
| 1  | "Find a Pet Song"                                   | Andrea Libman, Ashleigh Ball |               | "Jószág választás"       |
| 2  | "Becoming Popular (The Pony Everypony Should Know)" | Kazumi Evans                 |               | "Édes és fenséges"       |
| 3  | "The Heart Carol"                                   |                              |               | "Szív Melege estélye"    |
| 4  | "Happy Monthiversary"                               | Andrea Libman                |               | "A bébicsősz"            |
| 5  | "Piggy Dance"                                       | Shannon Chan-Kent            |               | "A bébicsősz"            |
| 6  | "The Flim Flam Brothers"                            |                              |               | "A nagy almalé verseny"  |
| 7  | "The Perfect Stallion"                              |                              |               | "Szívek és paták ünnepe" |
| 8  | "Smile Song"                                        | Shannon Chan-Kent            |               | "Ki a jó barát"          |
| 9  | "Cranky Doodle Donkey"                              | Andrea Libman                |               | "Ki a jó barát"          |
| 10 | "Welcome Song"                                      | Andrea Libman                |               | "Ki a jó barát"          |
| 11 | "Cranky Doodle Joy                                  | Andrea Libman                |               | "Ki a jó barát"          |
| 12 | "B.B.B.F.F."                                        | Rebecca Shoichet             |               | "Esküvő Canterlot-ban"   |
| 13 | "This Day Aria, Part 1"                             | Britt McKillip               |               | "Esküvő Canterlot-ban"   |
| 14 | "This Day Aria, Part 2"                             | Kathleen Barr                |               | "Esküvő Canterlot-ban"   |
| 15 | "Love Is in Bloom"                                  | Rebecca Shoichet             |               | "Esküvő Canterlot-ban"   |

### 3. Évad (2012-2013)
| #  | Dal                                 | Eredeti előadó                                                                  | Magyar előadó                              | Epizód Címe            |
| -- | ----------------------------------- | ------------------------------------------------------------------------------- | ------------------------------------------ | ---------------------- |
| 1  | "The Failure Song"                  | Rebecca Shoichet, Cathy Weseluck                                                |                                            | "A kristály birodalom" |
| 2  | "The Ballad of the Crystal Empire"  | Rebecca Shoichet, Andrea Libman, Ashleigh Ball, Kazumi Evans, Shannon Chan-Kent |                                            | "A kristály birodalom" |
| 3  | "The Success Song"                  | Rebecca Shoichet, Andrea Libman, Ashleigh Ball, Kazumi Evans, Shannon Chan-Kent |                                            | "A kristály birodalom" |
| 4  | "Babs Seed"                         |                                                                                 |                                            | "Rossz rokon"          |
| 5  | "Raise This Barn"                   |                                                                                 |                                            | "Családi találkozó"    |
| 6  | "Morning in Ponyville"              | Rebecca Shoichet                                                                | Vágó Bernadett                             | "Twilight varázslata"  |
| 7  | "What My Cutie Mark Is Telling Me"  | Andrea Libman, Ashleigh Ball, Kazumi Evans, Shannon Chan-Kent                   | Kerekes Andrea, Sági Tímea                 | "Twilight varázslata"  |
| 8  | "I've Got to Find a Way"            | Rebecca Shoichet                                                                | Vágó Bernadett                             | "Twilight varázslata"  |
| 9  | "A True, True Friend"               | Rebecca Shoichet, Andrea Libman, Ashleigh Ball, Kazumi Evans, Shannon Chan-Kent | Vágó Bernadett, Kerekes Andrea, Sági Tímea | "Twilight varázslata"  |
| 10 | "Celestia's Ballad"                 | Nicole Oliver                                                                   | Vágó Bernadett                             | "Twilight varázslata"  |
| 11 | "Behold, Princess Twilight Sparkle" | Hangszeres                                                                      | Hangszeres                                 | "Twilight varázslata"  |
| 12 | "Life in Equestria"                 | Rebecca Shoichet                                                                | Vágó Bernadett                             | "Twilight varázslata"  |

### 4. Évad (2013-2014)
| #  | Dal                                      | Eredeti előadó                                                                  | Magyar előadó              | Epizód Címe                    |
| -- | ---------------------------------------- | ------------------------------------------------------------------------------- | -------------------------- | ------------------------------ |
| 1  | "Hearts Strong as Horses"                |                                                                                 |                            | "Célba repülés"                |
| 2  | "Bats"                                   | Andrea Libman, Ashleigh Ball, Kazumi Evans                                      | Vágó Bernadett, Sági Tímea | "Denevérek"                    |
| 3  | "Generosity"                             | Andrea Libman, Ashleigh Ball, Kazumi Evans                                      | Vágó Bernadett             | "Rarity Manehattanben"         |
| 4  | "Apples to the Core"                     |                                                                                 |                            | "Az új családtag"              |
| 5  | "Glass of Water"                         | John de Lancie                                                                  | Pusztaszeri Kornél         | "A három már sok"              |
| 6  | "Pinkie the Party Planner"               |                                                                                 |                            | "Pinkie büszkesége"            |
| 7  | "The Super Duper Party Pony"             |                                                                                 |                            | "Pinkie büszkesége"            |
| 8  | "Pinkie's Lament"                        | Shannon Chan-Kent                                                               | Vágó Bernadett             | "Pinkie büszkesége"            |
| 9  | "The Goof Off"                           |                                                                                 |                            | "Pinkie büszkesége"            |
| 10 | "Cheese Confesses"                       |                                                                                 |                            | "Pinkie büszkesége"            |
| 11 | "Make a Wish"                            | Shannon Chan-Kent                                                               | Vágó Bernadett             | "Pinkie büszkesége"            |
| 12 | "Music in the Treetops"                  | Andrea Libman                                                                   | Vágó Bernadett             | "Fluttersrác"                  |
| 13 | "Find the Music in You"                  |                                                                                 |                            | "Fluttersrác"                  |
| 14 | "Flim Flam Miracle Curative Tonic"       |                                                                                 |                            | "Csipetnyi remény"             |
| 15 | "The Rappin' Hist'ry of the Wonderbolts" | Andrea Libman                                                                   | Csuha Bori                 | "Vizsga őrület"                |
| 16 | "You'll Play Your Part"                  | Rebecca Shoichet, Nicole Oliver, Britt McKillip, Kazumi Evans                   | Vágó Bernadett             | "Twilight királysága, 1. rész" |
| 17 | "Let the Rainbow Remind You"             | Rebecca Shoichet, Andrea Libman, Ashleigh Ball, Kazumi Evans, Shannon Chan-Kent | Vágó Bernadett             | "Twilight királysága, 2. rész" |

### 5. évad (2015)
| #  | Dal                                    | Eredeti előadó                                                | Magyar előadó                           | Epizód Címe                     |
| -- | -------------------------------------- | ------------------------------------------------------------- | --------------------------------------- | ------------------------------- |
| 1  | "In Our Town"                          |                                                               | Csuha Bori, Nádasi Veronika             | "A térkép, 1. rész"             |
| 2  | "Make This Castle a Home"              | Andrea Libman, Ashleigh Ball, Kazumi Evans, Shannon Chan-Kent | Csuha Bori, Sági Tímea, Nádasi Veronika | "Otthon, édes otthon"           |
| 3  | "I'll Fly"                             | Ashleigh Ball                                                 | Csuha Bori                              | "Tank és a téli álom"           |
| 4  | "Rules of Rarity"                      | Kazumi Evans                                                  | Nádasi Veronika                         | "A canterloti butik"            |
| 5  | "Sisterhood"                           |                                                               |                                         | "Big Mac nővér"                 |
| 6  | "We'll Make Our Mark (Prelude)"        |                                                               |                                         | "Keresztesek a célban"          |
| 7  | "The Vote"                             |                                                               |                                         | "Keresztesek a célban"          |
| 8  | "The Pony I Want to Be"                |                                                               |                                         | "Keresztesek a célban"          |
| 9  | "Light of Your Cutie Mark"             |                                                               |                                         | "Keresztesek a célban"          |
| 10 | "The Pony I Want to Be (Reprise)"      |                                                               |                                         | "Keresztesek a célban"          |
| 11 | "We'll Make Our Mark"                  |                                                               |                                         | "Keresztesek a célban"          |
| 12 | "Equestria, the Land I Love"           |                                                               |                                         | "Rara fellépése"                |
| 13 | "The Spectacle"                        |                                                               |                                         | "Rara fellépése"                |
| 14 | "The Magic Inside"                     |                                                               |                                         | "Rara fellépése"                |
| 15 | "Equestria, the Land I Love (Reprise)" |                                                               |                                         | "Rara fellépése"                |
| 16 | "Friends Are Always There for You"     |                                                               |                                         | "A szépségjegy háború, 2. rész" |

### 6. évad (2016)
| #  | Dal                                                 | Eredeti előadó | Magyar előadó | Epizód Címe               |
| -- | --------------------------------------------------- | -------------- | ------------- | ------------------------- |
| 1  | "Out on My Own"                                     |                |               | "A szépségjegy"           |
| 2  | "Hearth's Warming Eve Is Here Once Again"           |                |               | "A Szív Melege estéje"    |
| 3  | "Say Goodbye to the Holiday"                        |                |               | "A Szív Melege estéje"    |
| 4  | "The Seeds of the Past"                             |                |               | "A Szív Melege estéje"    |
| 5  | "Pinkie's Present"                                  |                |               | "A Szív Melege estéje"    |
| 6  | "Luna's Future"                                     |                |               | "A Szív Melege estéje"    |
| 7  | "Hearth's Warming Eve Is Here Once Again (Reprise)" |                |               | "A Szív Melege estéje"    |
| 8  | "I Can Do It on My Own"                             |                |               | "Lustesó"                 |
| 9  | "It's Gonna Work"                                   |                |               | "Fűszerezd meg az életed" |
| 10 | "Derby Racers"                                      |                |               | "Kocsik a pónik előtt"    |
| 11 | "A Changeling Can Change"                           |                |               | "Változnak az idők"       |
| 12 | "Find the Purpose in Your Life"                     |                |               | "Hiba a szépségjegyben"   |

### 7. évad (2017)
| # | Dal                                    | Eredeti előadó                                                                  | Magyar előadó                           | Epizód Címe                  |
| - | -------------------------------------- | ------------------------------------------------------------------------------- | --------------------------------------- | ---------------------------- |
| 1 | "Best Friends Until the End of Time"   | Rebecca Shoichet, Shannon Chan-Kent, Kazumi Evans, Ashleigh Ball, Andrea Libman | Csuha Bori, Sági Tímea, Nádasi Veronika | "A palackba vele"            |
| 2 | "Battle for Sugar Belle"               |                                                                                 |                                         | "Nehéz bármit mondani"       |
| 3 | "You're in My Head Like a Catchy Song" |                                                                                 |                                         | "A tökéletes körte"          |
| 4 | "Flawless"                             | Rebecca Shoichet, Shannon Chan-Kent, Kazumi Evans, Ashleigh Ball, Andrea Libman | Csuha Bori, Sági Tímea, Nádasi Veronika | "Hírnév és szerencsétlenség" |
| 5 | "Blank Flanks Forever"                 | Vincent Tong                                                                    |                                         | "Szépségjegy és móka"        |

### 8. évad (2018)
| # | Dal                           | Eredeti előadó | Magyar előadó | Epizód Címe               |
| - | ----------------------------- | -------------- | ------------- | ------------------------- |
| 1 | "School of Friendship"        |                |               | "Suli kalamajka, 1. rész" |
| 2 | "Friendship Always Wins"      |                |               | "Suli kalamajka, 2. rész" |
| 3 | "Your Heart is in Two Places" |                |               | "Nehéz döntés"            |
| 4 | "Friendship U"                |                |               | "Barátság Egyetem"        |
| 5 | "We're Friendship Bound"      |                |               | "A barátság útja"         |
| 6 | "A Kirin Tale"                |                |               | "A csend hangjai"         |
| 7 | "Just Can't Be a Dragon Here" |                |               | "Apa szörnyen tudja"      |

## Különkiadások

### A legeslegjobb ajándék (2018)
| Dal                      | Eredeti előadó                                                                                               | Magyar előadó                                                |
| ------------------------ | --- | ------------------------------------------------------------ |
| One More Day             | Ashleigh Ball, Andrea Libman, Kazumi Evans, Shannon Chan-Kent, Cathy Weseluck, Rebecca Shoichet, Sam Vincent | Csuha Bori, Szabó Zselyke, Magyar Viktória, Szentirmai Zsolt |
| The True Gift of Gifting | Cathy Weseluck, Rebecca Shoichet, Ashleigh Ball, Andrea Libman, Kazumi Evans, Shannon Chan-Kent              | Magyar Viktória                                              |

### Szivárvány fesztivál (2019)
| Dal                    | Eredeti előadó | Magyar előadó                              |
| ---------------------- | --- | ------------------------------------------ |
| Rainbow Roadtrip       | Shylo Sharity | Csuha Bori                                 |
| The End of the Rainbow | Ian Hanlin | Szentirmai Zsolt                           |
| Living in Color        | Rebecca Shoichet, Andrea Libman, Ashleigh Ball,Shannon Chan-Kent, Kazumi Evans, Racquel Belmonte, Terry Klassen, Veena Sood | Magyar Viktória, Csuha Bori, Szabó Zselyke |

## Fordítás
Ez a szócikk részben vagy egészben  a   List of songs in My Little Pony: Friendship Is Magic című angol Wikipédia-szócikk fordításán alapul.  Az eredeti cikk szerkesztőit annak laptörténete sorolja fel. Ez a jelzés csupán a megfogalmazás eredetét és a szerzői jogokat jelzi, nem szolgál a cikkben szereplő információk forrásmegjelöléseként.